# Harem in the Labyrinth of Another World
Harem in the Labyrinth of Another World ou Harem in the Fantasy World Dungeon (異世界迷宮でハーレムを, Isekai meikyū de Hāremu wo, litt. « Un Harem dans le labyrinthe d’un autre monde »), originellement Slave Harem in the Labyrinth of Another World (異世界迷宮で奴隷ハーレムを, Isekai meikyū de dorei Hāremu wo, litt. « Un Harem d'esclaves dans le labyrinthe d’un autre monde »), est une websérie publié sur le site Shōsetsuka ni narō sortie en 2011 et terminée en 2020, également publiée sous forme de light novel par l'éditeur Shufunotomo avec des illustrations de Shikidōji (ja) depuis le 21 décembre 2012, avec treize volumes publiés à ce jour.
La série est adaptée en manga ; cette adaptation est prépubliée dans le magazine de prépublication Monthly Shōnen Ace, depuis le 26 avril 2017; le premier volume sort le 25 novembre 2017.
Une adaptation en série d'animation produite par le studio Passione est diffusée entre juillet et septembre 2022. Hors de l'Asie, cette diffusion est assurée par Crunchyroll.

## Synopsis
Michio Kaga, souhaitant mettre fin à ses jours, décide de rechercher un moyen de passer à l’acte sur Internet.
Il tombe sur un site étrange qui lui pose des questions avec un système de points pour choisir les caractéristiques d’un personnage. Après avoir rempli le questionnaire, il lui est indiqué : « Attention ! Pour pouvoir vivre dans le nouveau monde, vous devez rejeter votre monde actuel. Une fois parti, il est impossible de revenir. Souhaitez vous continuer ? ». Sans y prêter attention, Michio clique sur « Oui » : il se retrouve alors propulsé dans un autre monde fantasiste, aux mécanismes vidéoludiques mais bien réel, et où l’esclavagisme, le brigandage ainsi que le meurtre sont monnaie courante.
À la suite de sa première quête, réussie contre une attaque de brigands sur le petit village où il est apparu, Michio débarque dans la ville de Vale et est mis par les circonstances en contact avec un marchand d’esclaves qui le convainc de lui acheter Roxanne, une jeune et adorable Fille‑Louve au corps de rêve et encore vierge : n’ayant toutefois pas les moyens de l’acquérir dans l’immédiat, le marchand conciliant lui propose un délai de réservation sur Roxanne de quelques jours pour réunir la somme, ce qui apparaît difficilement réalisable dans sa situation actuelle de débutant.
Cependant Michio, qui charmé par la belle et motivé à l’obtenir à tout prix, va accélérer son apprentissage de ce monde et se démener pour augmenter ses capacités, ainsi que l’argent des quêtes et la valeur de ses objets de collecte, quitte à prendre des risques personnels pour s’acquitter du paiement dans les temps.
Au fur et à mesure, il va acquérir diverses filles et se constituer un groupe.

## Personnages

### Principaux

#### Protagoniste
Michio Kaga (加賀道夫, Kaga Michio) / « Michio » (ミチオ) (pseudonyme)
Voix japonaise : Taku Yashiro (ja)
Le protagoniste de l’histoire.
Tandis qu’il cherchait une méthode de suicide sur Internet, il est envoyé dans un autre monde après avoir répondu à un étrange questionnaire. À la suite d’une première quête, réussie en sauvant le village où il est apparu d’une attaque de brigands, il est amené dans la ville de Vale et est mis circonstanciellement en contact avec Alan, un marchand d’esclaves qui le convainc de lui acheter Roxanne : n’ayant toutefois pas les moyens de l’acquérir dans l’immédiat, le marchand conciliant lui propose un délai de réservation de quelques jours sur elle pour réunir la somme, ce qui apparaît difficilement réalisable au vu de sa situation actuelle. Cependant charmé par la belle Roxanne et motivé à l’obtenir à tout prix, il va donc accélérer son apprentissage des règles de ce monde et se démener pour augmenter ses capacités et donc, l’argent ainsi que la valeur de ses objets de collecte, quitte à se mettre en danger pour s’acquitter du paiement dans les temps : désespéré par la lenteur de sa récolte, qui compromet son entreprise, il parviendra néanmoins à acheter Roxanne en se risquant malgré des avertissements préalables à une quête de chasseur de primes, commettant une attaque nocturne sur un repaire de brigands durant leur sommeil.
Déterminé, intelligent et sûr de lui, il n’a pas froid aux yeux et est prêt à faire ce qui se doit (quitte à se salir les mains) pour atteindre ses objectifs. Malgré une certaine timidité avec les filles, il est également porté sur le sexe.

#### Groupe de Michio Kaga
Roxanne (ロクサーヌ, Rokusānu)
Voix japonaise : Shiori Mikami (ja)
Le personnage féminin principal de l'histoire.
Elle est la première esclave de Michio, acquise à Vale auprès d’Alan vers le début de l’histoire.
Contrainte à être vendue comme esclave par sa famille endettée (à cause d’une rivale éconduite par son fiancé, involontairement charmé par Roxanne, et vengeresse), elle est très dévouée envers son maître ainsi que leur groupe, qui la respecte comme première esclave, et aime prendre soin d’eux.
Agréable, docile et très patiente, elle se désigne pour prendre sur elle la charge d’entretenir leurs équipements. Bien qu’elle préfère généralement éviter les conflits inutiles, elle déchaîne néanmoins son agressivité contre ceux qui outrageraient ses êtres chers. Dotée de grandes capacités et très séduisante, elle apprend à Michio via le marchand (avant son acquisition) qu’elle est encore vierge et se réserve volontiers pour son futur « maître ».
Serry/Selly (セリー, Serī)
Voix japonaise : Shiori Izawa
La seconde esclave acquise par Michio auprès d’Alan.
Vendue par sa famille pour subvenir aux soins de son frère blessé, qui entretenait cette dernière, elle est curieuse et intriguée par son maître, qui traite ses esclaves mieux que la norme et en prend grand soin.
Appartenant à la branche des Anciens Nains (aux oreilles longues et pointues) et physiquement peu formée, caractéristique naturelle de sa race, elle a soif d’apprendre et devient la source de savoir du groupe, ayant de réguliers partages de connaissances et échanges intellectuels avec Michio. Elle fait toutefois montre de rudesse lorsqu’il laisse exprimer sa perversité et, surtout, son attirance pour les grosses poitrines.
Miria/Milia (ミリア)
Voix japonaise : Honoka Kuroki (ja)
La troisième esclave acquise par Michio.
Devenue esclave après décision de son village pour avoir pêché sur le territoire d’un temple, elle est très docile envers son maître, qui est son fournisseur premier en poisson dont elle raffole (et qui l’obsède au point d’occuper l’essentiel de ses pensées).
Simple et un peu frivole, tête en l’air et ayant du mal à se concentrer, elle reste cependant facile à vivre. Elle communique difficilement avec son groupe car elle conserve de sévères lacunes en brahim, la langue commune adoptée par Michio (avant son arrivée).
Vesta/Besura (ベスタ, Besuta)
Voix japonaise : Rina Honnizumi (ja)
La quatrième esclave acquise par Michio.
Seule du groupe à être née esclave, ses parents l’étant eux-mêmes, elle perçoit son maître comme puissant et charitable, et est touchée par la manière miséricordieuse dont il traite ses filles.
Naturellement très forte et physiquement grande (2 m au bas mot), du fait qu’elle a toujours été esclave elle demeure très timide et craintive à l’idée d’être réprimandée, ayant l’habitude induite de demander la permission pour à peu près tout et n’importe quoi.
Rutina (ルティナ)
Voix japonaise : Mikako Izawa (ja)
La cinquième esclave acquise par Michio.
Anciennement fille du comte de Selmar devenue esclave à la suite d'un coup d’État contre son père, pour lui faire perdre son droit de succession, elle avait initialement une mauvaise opinion de Michio qu’elle prenait pour l’un des pions de son pire ennemi le duc de Harz, responsable de sa déchéance : elle a rapidement réalisé son erreur, et est devenue quelque peu complexée par ses propres capacités en les comparant à celles, exceptionnelles, de son « maître ».
Son caractère mauvais et difficile, parfois irrespectueux, ne fait pas l’unanimité auprès des autres filles.

### Secondaires
Alan (アラン, Aran)
Voix japonaise : Kenta Miyake
Marchand d’esclaves établi dans la ville de Vale.
Faisant connaissance avec Michio durant une transaction à la suite de sa première quête, il cerne le jeune homme et lui vend Roxanne, puis Serry.
Sous ses airs impassibles, il est un négociateur très expérimenté, au sens des affaires affuté, et fin observateur sachant rapidement jauger ceux avec qui il traite. Il a appris à parler le brahim à Roxanne et promit à ses parents, afin de la protéger, de ne pas la revendre à l’un de leurs semblables.

## Production et supports

### Manga
Une version française du manga est éditée par Meian depuis le 30 septembre 2021.

### Adaptation animée
Le 10 décembre 2020, une adaptation animée de la série illustrée est annoncée. Elle est produite par le studio d'animation Passione et réalisée par Naoyuki Tatsuwa, avec des scénarios écrits par Kurasumi Sunayama et des conceptions de personnages gérées par Makoto Uno. La série est diffusée du 6 juillet au 21 septembre 2022.
Du fait de certains contenus violents ou à caractère sexuel, l’adaptation est diffusée en trois versions selon le public cible :
- La version télévisuelle (TV放送ver., TV hōsō ver.?), censurée (sons et images restreints) ;
- la version « Harem » (ハーレムver., Hāremu ver.?), semi-censurée (certaines images restreintes) ;
- la version « Super Harem » (超ハーレムver., Chō Hāremu ver.?), non censurée (contenu explicite).

Deux épisodes spéciaux, joints aux coffrets DVD et Blu-ray, viennent compléter la série en novembre et décembre 2022.

#### Musique
Le compositeur attitré de l'adaptation animée est Tomoki Kikuya (ja).

##### Génériques
Les musiques des génériques sont assumées par des comédiens de la série animée dans leur rôle respectif : celle d'ouverture, Oath, par Shiori Mikami (ja) (voix de Roxanne) ; quant à celle de fermeture, Shinshi no torihiki 60-man Nar (紳士の取引60万ナール), par Taku Yashiro (ja) (Michio Kaga) et Kenta Miyake (Alan).

##### Bande originale
La bande originale de l'adaptation animée est composée par Tomoki Kikuya (ja).

#### Webradio
Une émission de radio sur internet bimensuelle, intitulée 異世界迷宮でラジオを (Isekai meikyū de rajio, litt. « Radio dans le labyrinthe d'un autre monde »), vient en complément de la série animée. Initialement prévue à partir du 12 juillet 2022, elle a finalement démarré le 16 juillet en raison de l'indisponibilité de l'animatrice principale, la seiyū Shiori Mikami, diagnostiquée positive à la Covid-19.

## Réception
La série de manga est la cinquième série la plus vendue de Book Walker, l'une des plus grandes librairies numériques au Japon, pour le premier semestre de 2019.